# Dorothy Phillips
Dorothy Phillips (właśc. Dorothy Gwendolyn Strible; ur. 30 października 1889 w Baltimore, zm. 1 marca 1980 w Los Angeles) – amerykańska aktorka filmowa i teatralna.

## Wybrana filmografia
- 1911: Fate's Funny Frolic jako Alice Trevor
- 1915: The Heart of Sampson
- 1919: Przeznaczenie jako Mary Burton
- 1927: Kobiety kochają diamenty jako pani Flaherty
- 1946: Listonosz zawsze dzwoni dwa razy jako pielęgniarka
- 1962: Człowiek, który zabił Liberty Valance’a

## Wyróżnienia
Posiada swoją gwiazdę na Hollywoodzkiej Alei Gwiazd.